# Ва-якхел
Ва-якхел (Ваякэль, Ваякель, Вайакел др.-евр. וַיַּקְהֵל‬ — «и собрал») — одна из 54 недельных глав-отрывков, на которые разбит текст Пятикнижия (Хумаша).

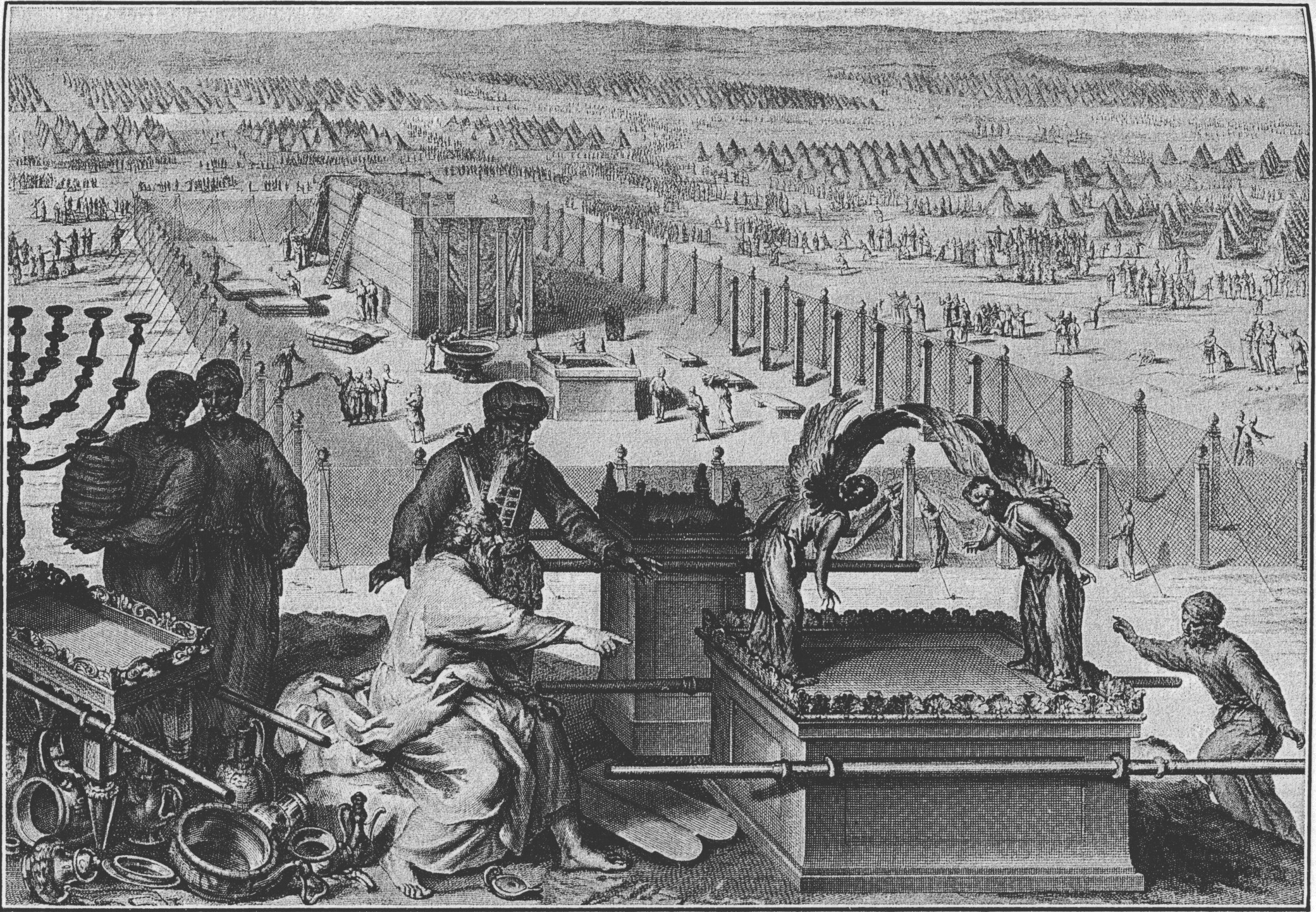
Возведение скинии и священных сосудов (иллюстрация из «Библейских фигурок» 1728 года)

## Краткое содержание
В главе описывается создание скинии собрания, то есть временного переносимого храма, как повелел Бог в главах Трума и Тецаве.
Глава начинается со сбора материалов, необходимых для строительства. Подчёркивается, что материалы жертвовались народом добровольно, и было собрано больше материала, чем требовалось. Далее описывается строительство шатрового здания скинии из тканей и брусьев, и наконец изготовление внутренних принадлежностей скинии (ковчега, стола, жертвенника, умывальника, светильника). Работы по созданию скинии проводились Веселеилом из колена Иуды и Аголиавом из колена Дана, которых Бог наградил мудростью для проведения этих работ.